# ひとめぼれ
ひとめぼれは、イネの品種の1つである。水稲農林313号（旧系統名、東北143号）。宮城県にある古川農業試験場でコシヒカリと初星の交配から育成された。

## 歴史

### 育成から品種登録出願まで
ひとめぼれは1980年（昭和55年）の冷害を契機として行われた、イネの耐冷性に関する研究の末に生まれた品種である。この年の東北地方におけるイネの作況指数は78であり、その被害額は2695億円に上った。これについて古川農業試験場が調査を行った。当時、東北地方で栽培されていたイネの品種にはササニシキ、トヨニシキ、アキヒカリといったものがあった。しかし、古川農業試験場の調査で、耐冷性を意識せず東北地方以南で栽培されていたコシヒカリやトドロキワセ、およびその近縁種の方が冷害による被害が軽微である事が判り、さらにコシヒカリの耐冷性が極強であることを究明した。すなわち、食味が最高級のコシヒカリが耐冷性も最強級であることが分かったので、コシヒカリを親に使えば、東北でも栽培可能な極良食味・耐冷性極強である品種の育成は可能であることが示された。
しかし、コシヒカリは食味・耐冷性の面では優れていたが、晩生で倒伏しやすく、またいもち病に弱いという欠点を持っていた。従って、コシヒカリをそのまま交配するだけでは、これらの欠点が少ない良質・良食味の子を選抜できる確率は低いと考えられた。そこで、品種育成の第一段階として、コシヒカリの耐冷性と食味の良さを持ちながら、東北に適した早生熟期にすることと、倒伏性を改善するための短稈化のみに主眼を置いた改良品種を育成する取り組みが古川農業試験場で行われることになった。なお、本来の計画では、この取り組みの結果選抜した系統から、次の段階でいもち病抵抗性品種を交問して実用品種を完成させるものであった。
そのため、1982年（昭和57年）にコシヒカリと、コシヒカリの子で良食味、短稈の初星が交配され、食味と耐冷性に主点を置いた評価、選抜が行われた。。また、この選抜期間の1985年に千葉県の早期栽培地帯における極早生種に障害不稔が多発する対策として、品質・食味の優れた耐冷性系統の配布を要請された。その対応として千葉県の早期栽培地帯に普及させる為の特性、すなわち高温条件下でも生育や品質が安定することや、穂発芽し難いなどの特性も重視して選抜を行った。
そして1987年（昭和62年）に有望な1系統に「東北143号」の地方系統名を付し、翌年（1988年）には地方適応性を調査するために東北地方や北関東地方の農業試験場に配布された。この年は育成のきっかけとなった1980年以上の厳しい冷夏だったが「東北143号」は耐冷性を発揮し、「ササニシキ」や交配親である「初星」に比べ被害が明らかに軽くさらに収穫後食味が極めて良好であると評価された。また、翌年以降の試験でも高評価を得た。
そこで「東北143号」は1991年（平成3年）に新品種「水稲農林313号」として登録、「ひとめぼれ」と命名され、岩手県、宮城県、福島県で奨励品種に指定された。従来、国の育成地と指定試験で育成された品種については、6文字以内の片仮名で命名する慣例があった。しかし、銘柄米として普及させるために古い習慣に固執しない必要があると意見が上がり、農林水産省もこれを認め、ひとめぼれと名付けられた。当時、この名称には賛否両論があり、古川農業試験場に命名に否定的な意見が寄せられたほどだったという。また、発売前から良食味米の新品種として話題になっていたことから、正式発売前にひとめぼれの偽物が日本の一部地域で出回った。1992年（平成4年）には種苗法によるひとめぼれの品種登録がなされた（登録番号 第3045号）。なお、「ひとめぼれ」の名称は、全国から寄せられた38,514点の候補から選定されている
。

### 全国への普及
「平成の米騒動」が起きた1993年（平成5年）の大冷害では、ひとめぼれは耐冷性を発揮してその不稔歩合は比較的少なかった。当時、ひとめぼれの普及状況は岩手、宮城、福島の3県の平均でまだ20%程度であったが、この冷害でひとめぼれがササニシキに代わって被害を軽減した役割を金額に換算すると 250億円以上であったという。
翌1994年（平成6年）の夏は高温で、収穫期には倒伏と長雨や台風による水害の被害も重なり、ササニシキの玄米品質は乳白米や穂発芽粒のため大幅に低下し宮城県における出荷時の検査等級の 1等米比系は10%以下となってしまった。一方でひとめぼれは高温登熟性や穂発芽性難の特性を発揮し品質低下の被害が軽かった。1993年と1994年の2年続いた大被害により「ササニシキ」の市場評価が下落したため。 ササニシキからひとめぼれへの作付け転換が急速に進んだ。作付面積は2003年には約 15万haに達しコシヒカリに次ぐ第二位になった。
また、食味が良いことやコシヒカリより栽培が容易なこともあり、寒冷地以外でも作付けされるようになった。2005年（平成17年）の時点でひとめぼれを奨励品種に指定していた県は、岩手県、宮城県、福島県、秋田県、山形県、茨城県、栃木県、群馬県、千葉県、新潟県、富山県、福井県、山梨県、長野県、岐阜県、静岡県、奈良県、鳥取県、広島県、山口県、大分県、沖縄県である。

### その後の普及
宮城県は2005年度、一定基準以上の品質となった県内産のひとめぼれに対し、「プレミアム宮城米」の名称を与えて試験販売を実施。2006年度からは、「プレミアムひとめぼれ・みやぎ吟撰米」としてブランド化を進めることになった（後述）。
2022年の全国の品種別作付面積では、コシヒカリ（33.4%）に次いでひとめぼれが2位（8.5％）となっている。

### 交配母本として
「ひとめぼれ」はその栽培特性の良さから、新品種育成のための交配母本として多く用いられてきた。
「ひとめぼれ」と同じく古川農業試験場において育成された品種には「まなむすめ」（旧系統名：東北152号。1997年命名）、「こいむすび」（旧系統名：東北160号。1999年命名）、「東北194号」（2012年命名、商標名「ささ結」等）がある。
「東北194号」はササニシキとひとめぼれを交配させることでササニシキの食味とひとめぼれの耐冷性を両立させた品種である。
その他の農業試験場等で育成された、「ひとめぼれ」子孫品種については後述する（ひとめぼれ#子孫品種）。

## 品種特性
品種特性は、以下の通り。
障害型冷害に対する耐冷性は「極強」。食味は粘りが強く「極良」。耐倒伏性はササニシキより強いものの「やや弱」。穂発芽性は「難」。いもち病抵抗性はササニシキと同程度で、穂いもち圃場抵抗性「中」と、葉いもち圃場抵抗性「やや弱」。
また食味については、柔らかく冷めてもおいしいのが特徴との評価がある。

## 生育特性
宮城県産ひとめぼれの場合の一例。
- 播種日・・・4月10日
- 田植日（移植日）・・・5月9日
- 出穂期・・・8月10日
- 登熟期・・・8月20日〜9月25日

注）登熟期の開始日は、出穂期+10日目の日としている。

## 販売パッケージ
小売店・スーパー等で販売されるひとめぼれのパッケージは、産地ごとに異なるデザインが採用されている。例えば宮城県産のものは女（踊る天女）の絵を描いたり、岩手県産のものは4色のグラデーションの中に白抜きで「ひとめぼれ」の文字を入れたりしている。なお、販売店によって独自のデザインを用いているところもある。

## プレミアムひとめぼれ・みやぎ吟撰米
宮城県は2005年度、一定基準以上の品質となった県内産のひとめぼれに対し、「プレミアム宮城米」の名称を与えて試験販売を実施。2006年度からは、「プレミアムひとめぼれ・みやぎ吟撰米」としてブランド化を進めることになった。
- 生産基準（2006年）

1. 農薬節減・化学肥料節減栽培（環境保全型栽培） 
  1. 化学合成農薬の有効成分の延べ使用回数9回（成分）以内
  2. 化学合成窒素成分3.5kg/10a以内
2. 土づくりの実施 
  1. 土づくり肥料と良質堆肥を施用する
3. JA米であること（種子更新、生産履歴が明確であること）

- 品質基準（2006年）

1. 品種：「ひとめぼれ」
2. 整粒歩合：85%以上（穀粒判別器使用）
3. 農産物検査格付け：一等米
4. 粒厚：1.9mm以上
5. 玄米水分：14.5〜15.0%
6. 玄米タンパク含有率：6.3%以下（ケット）
7. 品質評価値：72以上（ケット）

## 子孫品種
以下の項目はイネ品種データベースを参照している。交配組合せは「母×父」の順番である。

### 主な子品種
- めんこいな - 東北143号（ひとめぼれ）×秋田39号（あきた39） 秋田県農業試験場育成。旧系統名「秋田59号」。1999年命名。
- ふさおとめ - 東北143号（ひとめぼれ）×越南146号（ハナエチゼン） 千葉県農林総合研究センター育成。旧系統名「千葉6号」。1997年命名。
- 石川43号（商標名：ゆめみずほ） - ひとめぼれ×越南154号 石川県農業総合研究センター育成。1999年命名。
- いわてっこ - ひとめぼれ×東北141号（こころまち） 岩手県農業研究センター銘柄米開発研究室育成。旧系統名「岩南16号」。2001年命名。
- 金色の風 - Hit1073×ひとめぼれ 岩手県農業研究センター育成。旧系統名「岩手118号」。2016年命名。
- こしいぶき - 東北143号（ひとめぼれ）×山形35号（どまんなか）新潟県農業総合研究所育成。旧系統名「新潟56号」。2000年命名。
- ななつぼし - F1（ひとめぼれ×空系90242A）×空育150号（あきほ）北海道立総合研究機構農業研究本部中央農業試験場育成。旧系統名「空育163号」。2001年命名。
- 東北194号 - ササニシキ×ひとめぼれ　宮城県古川農業試験場育成。2012年命名。
- てんたかく - 越南146号（ハナエチゼン）×東北143号（ひとめぼれ） 富山県農業技術センター農業試験場育成。旧系統名「富山57号」。2003年命名。